# Mecyclothorax interruptus
Mecyclothorax interruptus är en skalbaggsart som beskrevs av Sharp 1903. Mecyclothorax interruptus ingår i släktet Mecyclothorax och familjen jordlöpare.

## Underarter
Arten delas in i följande underarter:
- M. i. interruptus
- M. i. integer